# 维尼奥·洛塞特
维尼奥·洛塞特（1976年7月25日—）是一位克羅地亞手球運動員。在場上司職守門員。他效力於蒙彼利埃手球隊。他也是克羅地亞國家手球隊的一員，參加了四屆奧運會的手球比賽。